# Henri Texier

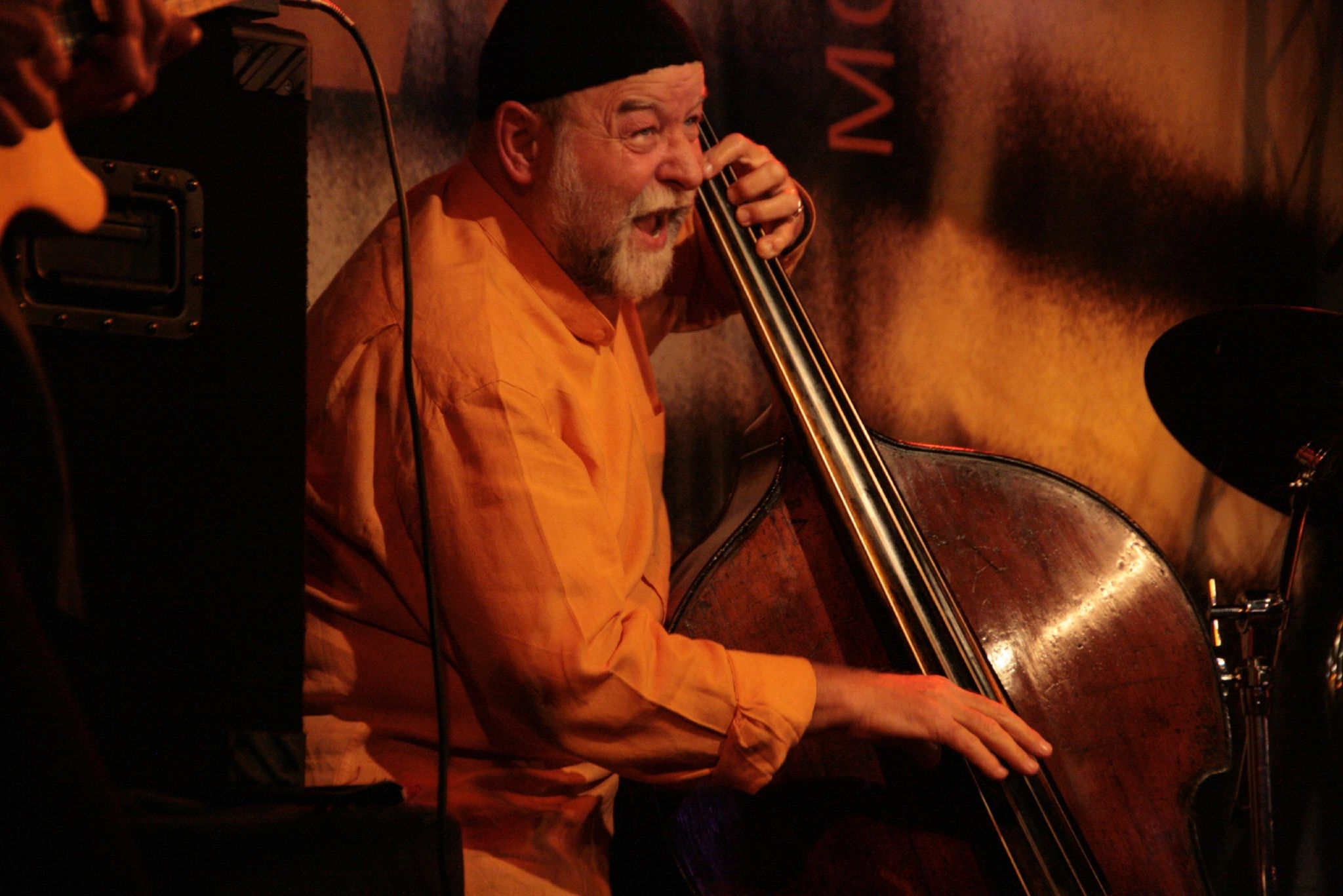
Henri Texier bei einem Auftritt in Paris im Jahr 2007

Henri Texier (* 27. Januar 1945 in Paris) ist ein Kontrabassist, Multi-Instrumentalist, Sänger, Orchesterleiter und Komponist des französischen Jazz.

## Leben und Wirken
Texier spielte zunächst 15-jährig als Pianist; er wechselte für ein Engagement bei Jef Gilson auf den Bass, ist aber als Kontrabassist Autodidakt. In den Jazzclubs von Paris arbeitete er seit den frühen 1960er Jahren mit Exil-Amerikanern wie Bud Powell, Johnny Griffin oder Bill Coleman. Ab 1965 arbeitete er auch mit Don Cherry zusammen, dann mit Martial Solal (und Lee Konitz). Texier wurde dem europäischen Jazzpublikum seit 1968 in der European Rhythm-Machine von Phil Woods bekannt. Erste eigene Platten entstanden in den 1970er Jahren, als er auch mit Joachim Kühn und Didier Lockwood auftrat. In diesem Jahrzehnt erkundete er auch weitere Instrumente. Zu Beginn der 1980er gründete er mit dem Saxophonisten und Klarinettisten Louis Sclavis, dem Gitarristen Philippe Deschepper und dem Schlagzeuger Jacques Mahieux eine Band, die eine Mischung aus Jazz, Pop und Weltmusik spielte.
Mit seinem Azur Quartet (erste Einspielung An Indian’s Week) ging er während der 1990er mehrfach auf Europatournee. Vor allem im Trio mit dem Schlagzeuger Aldo Romano und Louis Sclavis hat er weltweit Beachtung gefunden; er hat mit ihm auf zahlreichen Tourneen gespielt und drei Alben veröffentlicht. Daneben gibt es von ihm weitere Trio-Einspielungen, unter anderem mit Alain Jean-Marie und Aldo Romano, mit Pietro Tonolo und wiederum Romano. Mit dem Strada Sextet stellte Texier jüngere Musiker ins Scheinwerferlicht, darunter seinen eigenen Sohn, den Klarinettisten und Saxofonisten Sébastien Texier.
1977 erhielt er den Prix Django Reinhardt.
Sein Titel Dance revolt wird vom Deutschlandfunk als Jingle für die Sendung „Eine Welt“ verwendet.

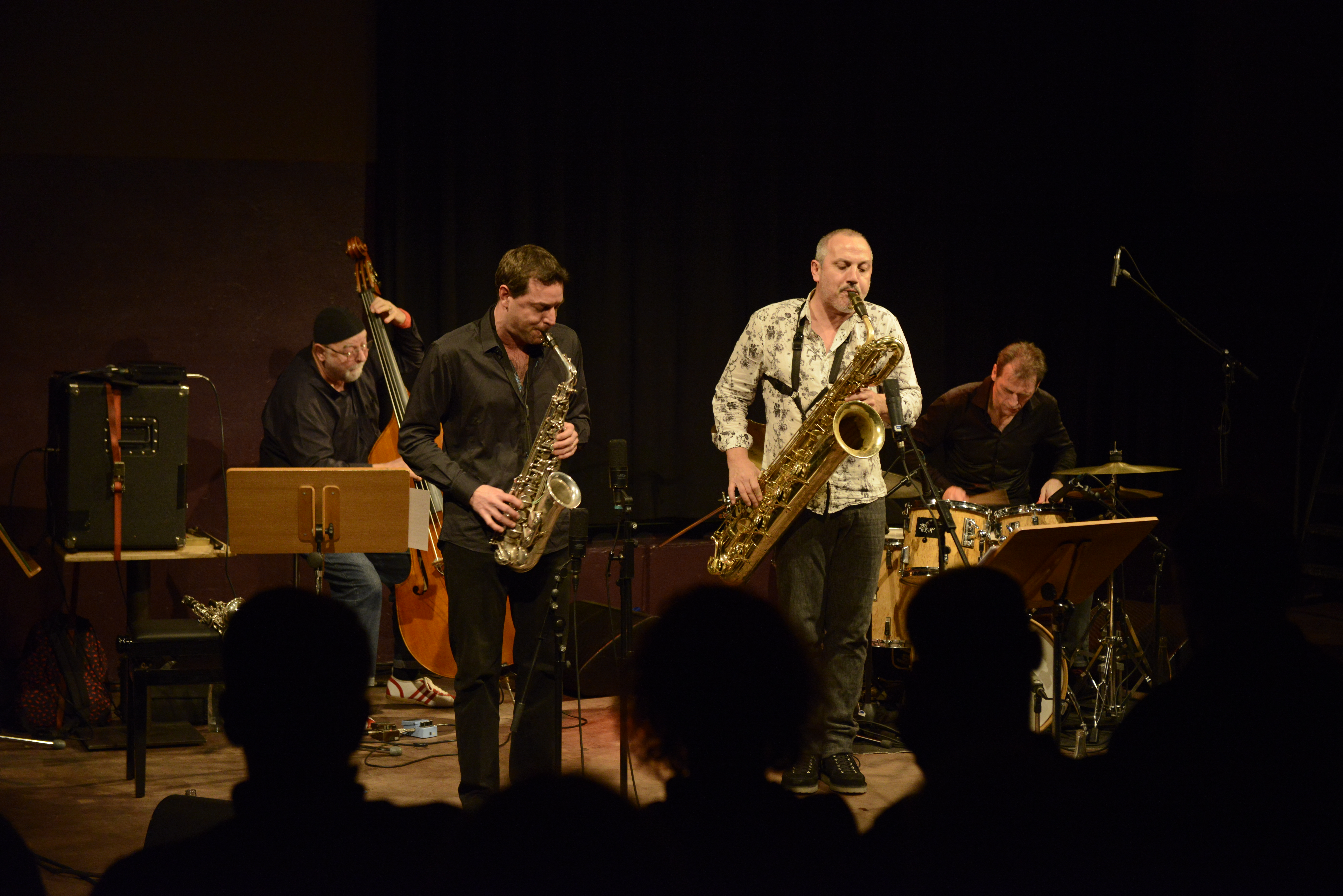
Henri Texiers Hope Quartett am 4. Dezember 2013 im Stadtgarten Köln

## Auswahldiskografie
- Izlaz (1988) (mit Joe Lovano, Aldo Romano, Steve Swallow)
- An Indian’s Week (1993) (mit Glenn Ferris, Tony Rabeson, Bojan Zulfikarpašić, sowie als Gäste Michel Portal, Louis Sclavis)
- Mad Nomad(s) (1995) (mit Bojan Zulfikarpasic, Noël Akchoté, Sébastien Texier, Julien Lourau, François Corneloup, Tony Rabeson, Jacques Mahieux)
- Carnet de Routes (1995) (mit Louis Sclavis und Aldo Romano, Fotografien von Guy Le Querrec)
- Suite africaine (1999) (ebenso)
- African Flashback (2005, mit Sclavis und Romano)
- At »l’Improviste« (2012)
- Sky Dancers (2016)
- Henri Texier Concert anniversaire 30 ans à la Maison de la culture d’Amiens (Label Bleu 2017, mit Michel Portal, Thomas de Pourquery, Bojan Z, Manu Codjia, Edward Perraud)
- Sand Woman (2017, mit Vincent Lê Quang, Sébastien Texier, Manu Codjia, Gautier Garrigue)

## Lexigraphische Einträge
- Philippe Carles, Jean-Louis Comolli, André Clergeat: Le nouveau dictionnaire du jazz. R. Laffont: Paris 2011
- Ian Carr, Digby Fairweather, Brian Priestley: Rough Guide Jazz. Der ultimative Führer zur Jazzmusik. 1700 Künstler und Bands von den Anfängen bis heute. Metzler, Stuttgart/Weimar 1999, ISBN 3-476-01584-X.